# شافعی
شافعی نام یکی از مذاهب چهارگانه اهل سنت و جماعت از دین اسلام است؛ و از مذاهب فقهی و پیرو ابوعبدالله محمد بن ادریس شافعی و از پیشوایان چهارگانه اهل سنت و جماعت است ودر کنار مذهب حنفی بیشترین پیروان را درمیان مذاهب اسلامی دارند. شافعی بین سال‌های ۱۴۶ تا ۱۵۰ قمری در فلسطین به دنیا آمد و در سال ۲۰۴ وفات یافت. او با ادغام کردن مذاهب حنفی و مالکی روشی نوین را بنا نهاد که از حدیث در آن بهره می‌جست. فقه شافعی در برخی از اصول به مذهب شیعه نزدیک است.

گفته شده است که محمد بن ادریس شافعی در زمان هارون الرشید توسط عده‌ای شیعه خوانده شده بود.

از مکتب شافعی در زمان ظهور ترک‌های عثمانی و  صفویان در خاورمیانه به‌طور گسترده پیروی می‌شد. بازرگانان به گسترش اسلام شافعی در سراسر اقیانوس هند، تا هند و آسیای جنوب شرقی کمک کردند. شافعی‌ها اکنون عمدتاً در بخش‌هایی از حجاز و شام، مصر سفلی و یمن و در میان مردم کرد (در کردستان)، در قفقاز، شاخ آفریقا، سواحل جنوب آسیا و آسیای جنوب شرقی زندگی می‌کنند.

## دیدگاه
1. کتاب
2. سنت
3. اجماع
4. قیاس

را قبول داشت و قائل به استدلال بود ولی به استحسان و مصالح مرسله اعتناء نداشت و آن را مردود می‌شمرد.
ایمان در عقیده شافعیه دارای سه شرط عمده‌است:
- اقرار با زبان
- ایمان قلبی
- عمل به دستورات و برنامه‌ها

شافعی نخستین کسی است که مسائل اصول فقه را تدوین و تألیف کرد در کتابی بنام الرساله.
مطالب این کتاب عبارت‌اند از:
1. قرآن
2. سنت
3. ناسخ و منسوخ
4. علل احادیث
5. خبر واحد
6. اجماع
7. قیاس
8. اجتهاد
9. استحسان
10. اختلاف

## پیروان

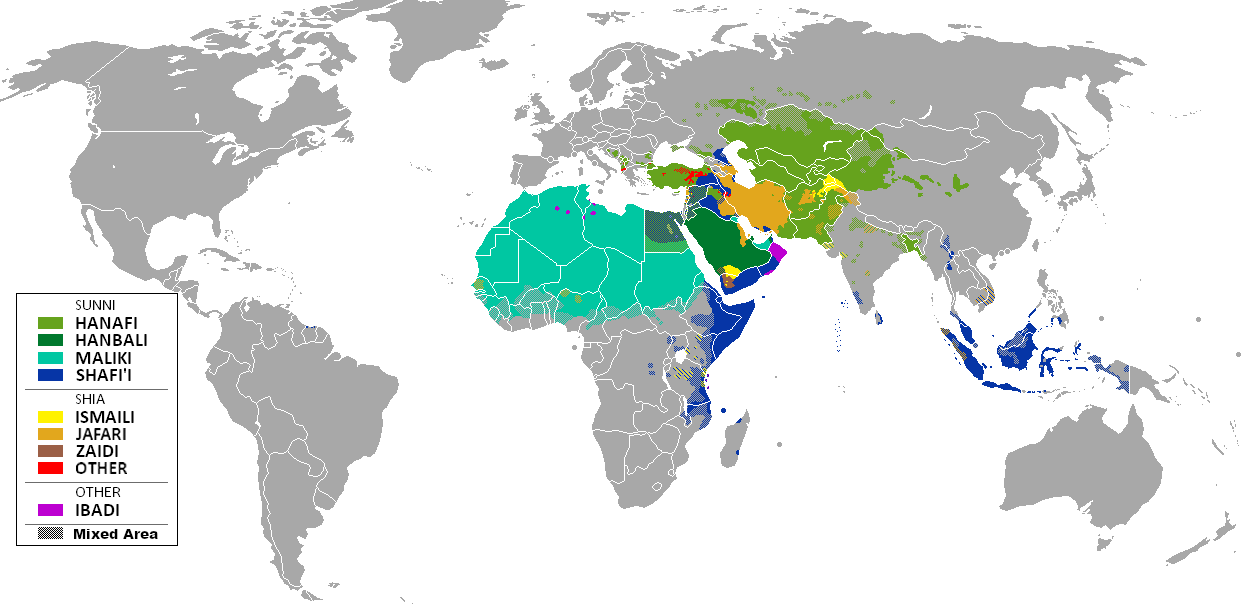
شافعی، مذهب غالب مسلمانان شرق آفریقا و کردستان و جنوب شرق آسیا است.